# تاكاسو
تاكاسو هي بلدية في اليابان، وبلدة في اليابان، تقع في Kamikawa Subprefecture ‏، بلغ عدد سكانها 6,956 نسمة وذلك حسب إحصائيات سنة 2018.